# Wereldkampioenschap handbal mannen 1961
Het 4de Wereldkampioenschap Handbal Mannen vond plaats in de periode 1 tot en met 12 maart 1961 in West-Duitsland. Nederland en Japan debuteerden op dit wereldkampioenschap.
De twaalf deelnemende landen speelden in de voorronde in vier poules van drie teams, waarna de nummers één en twee doorgingen van elke poule naar de hoofdronde. De winnaars van deze hoofdronde speelden de finale tegen elkaar, de nummers twee speelden om het brons, de nummers drie om de vijfde plaats en de nummers vier om de zevende plaats.
Roemenië werd wereldkampioen door Tsjecho-Slowakije in de finale te verslaan met 9-8 na tweemaal verlenging. Het brons ging naar titelverdediger Zweden, dat in de troostfinale Duitsland wist te verslaan met 17-14.
Duitsland stuurde voor de laatste maal een gezamenlijk team met handballers uit West- en Oost-Duitsland.
| WK 1961 | WK 1961           |
| ------- | ----------------- |
| Goud    | Roemenië          |
| Zilver  | Tsjecho-Slowakije |
| Brons   | Zweden            |
| 4.      | Duitsland         |

| WK 1961 | WK 1961    |
| ------- | ---------- |
| 5.      | Denemarken |
| 6.      | IJsland    |
| 7.      | Noorwegen  |
| 8.      | Frankrijk  |

| WK 1961 | WK 1961     |
| ------- | ----------- |
| 9.      | Joegoslavië |
|         | Zwitserland |
|         | Nederland   |
|         | Japan       |

## Resultaten

### Voorronde
| Wedstrijd               | Uitslag |
| ----------------------- | ------- |
| Zweden - Noorwegen      | 15-11   |
| Noorwegen - Joegoslavië | 18-17   |
| Zweden - Joegoslavië    | 14-12   |

| Groep A     | Gespeeld | Doelsaldo | Ptn. |
| ----------- | -------- | --------- | ---- |
| Zweden      | 2        | 29-23     | 4    |
| Noorwegen   | 2        | 29-32     | 2    |
| Joegoslavië | 2        | 29-32     | 0    |

| Wedstrijd             | Uitslag |
| --------------------- | ------- |
| Duitsland - Nederland | 33-7    |
| Frankrijk - Nederland | 21-11   |
| Duitsland - Frankrijk | 21-7    |

| Gruppe B  | Gespeeld | Doelsaldo | Ptn. |
| --------- | -------- | --------- | ---- |
| Duitsland | 2        | 54-14     | 4    |
| Frankrijk | 2        | 28-32     | 2    |
| Nederland | 2        | 18-54     | 0    |

| Wedstrijd                    | Uitslag |
| ---------------------------- | ------- |
| Tsjecho-Slowakije - Japan    | 38-10   |
| Roemenië - Japan             | 29-11   |
| Tsjecho-Slowakije - Roemenië | 12-8    |

| Groep C           | Gespeeld | Doelsaldo | Ptn. |
| ----------------- | -------- | --------- | ---- |
| Tsjecho-Slowakije | 2        | 50-18     | 4    |
| Roemenië          | 2        | 37-23     | 2    |
| Japan             | 2        | 21-67     | 0    |

| Wedstrijd                | Uitslag |
| ------------------------ | ------- |
| Denemarken - IJsland     | 24-13   |
| IJsland - Zwitserland    | 14-12   |
| Denemarken - Zwitserland | 18-13   |

| Groep D     | Gespeeld | Doelsaldo | Ptn. |
| ----------- | -------- | --------- | ---- |
| Denemarken  | 2        | 42-26     | 4    |
| IJsland     | 2        | 27-36     | 2    |
| Zwitserland | 2        | 25-32     | 0    |

### Hoofdronde
| Wedstrijd                     | Uitslag |
| ----------------------------- | ------- |
| Zweden - Frankrijk            | 15 - 11 |
| Tsjecho-Slowakije - IJsland   | 15 - 15 |
| Zweden - IJsland              | 18 - 10 |
| Tsjecho-Slowakije - Frankrijk | 25 - 6  |
| Tsjecho-Slowakije - Zweden    | 15 - 10 |
| IJsland - Frankrijk           | 20 - 13 |

| Groep 1           | Gespeeld | Doelsaldo | Ptn. |
| ----------------- | -------- | --------- | ---- |
| Tsjecho-Slowakije | 3        | 55-31     | 5    |
| Zweden            | 3        | 43-36     | 4    |
| IJsland           | 3        | 45-46     | 3    |
| Frankrijk         | 3        | 30-60     | 0    |

| Wedstrijd              | Uitslag |
| ---------------------- | ------- |
| Duitsland - Noorwegen  | 15 - 8  |
| Roemenië - Denemarken  | 15 - 13 |
| Roemenië - Duitsland   | 12 - 9  |
| Denemarken - Noorwegen | 10 - 9  |
| Duitsland - Denemarken | 15 - 13 |
| Roemenië - Noorwegen   | 16 - 14 |

| Groep 2    | Gespeeld | Doelsaldo | Ptn. |
| ---------- | -------- | --------- | ---- |
| Roemenië   | 3        | 43-36     | 6    |
| Duitsland  | 3        | 39-33     | 4    |
| Denemarken | 3        | 36-39     | 2    |
| Noorwegen  | 3        | 31-41     | 0    |

### Finalewedstrijden
| Wedstrijd                                 | Uitslag |
| ----------------------------------------- | ------- |
| 7de/8ste plaats                           |         |
| Noorwegen - Frankrijk                     | 13-12*  |
| 5de/6de plaats                            |         |
| Denemarken - IJsland                      | 14-13   |
| 3de/4de plaats                            |         |
| Zweden - Duitsland                        | 17-14   |
| Finale                                    |         |
| Roemenië - Tsjecho-Slowakije              | 9-8**   |
| *Na verlenging. **Na tweemaal verlenging. |         |